# Days (banda)
Days fue una banda danesa de Rock progresivo y alternativo nacida alrededor de 1968 y publicaron su único álbum en 1970. Fueron influenciados principalmente por Deep Purple, Procol Harum y acercándose al sonido de Bodkin y de dichas bandas.

## Discografía
- Days

- Bachus is back

- Days 77